# Egypte (Venlo)
Egypte is een buurtschap in de gemeente Venlo, in de Nederlandse provincie Limburg. Egypte is nabij Jammerdal gelegen, maar valt formeel onder Tegelen. Egypte ligt op de Jammerdaalse Heide.
De buurtschap is ontstaan bij een driesprong in het buitengebied van Tegelen aan de rand met het buitengebied van Venlo. Aan de driesprong liggen nog een paar huisjes die waarschijnlijk nog uit begin 19e eeuw zijn. Later werden er nog een paar opzichtershuizen gebouwd ten behoeve van de kleigroeven. In Egypte bevonden zich verschillende van de oudste kleigroeven van Tegelen waarvan de kuilen, nu gedeeltelijk volgelopen met grondwater, nog zijn te zien. In deze groeven kan men nog steeds veel fossielen vinden uit het geologisch tijdperk van het Tiglien. Op de resten van sommige kleigroeven werd in de jaren twintig en dertig een wandelpark aangelegd. Hier ligt ook een van de grootste speeltuinen van de regio: Speelpark Klein Zwitserland. De naam is terug te leiden op het zeer heuvelachtige terrein van de speeltuin. Nabij de speeltuin staat de Sint-Theresiakapel.
Door Egypte loopt het bekende Pieterpad.
Langs de westkant van de buurtschap stroomt de Wijlderbeek, verder naar het noordoosten ligt de Wittebeek.
In Egypte ligt over de A74 de Fietsbrug Egypte.